# Dorchester (Wisconsin)
Dorchester é uma vila localizada no estado norte-americano de Wisconsin, no Condado de Clark e Condado de Marathon.

## Demografia
Segundo o censo norte-americano de 2000, a sua população era de 827 habitantes.
Em 2006, foi estimada uma população de 842, um aumento de 15 (1.8%).

## Geografia
De acordo com o United States Census Bureau tem uma área de
3,4 km², dos quais 3,4 km² cobertos por terra e 0,0 km² cobertos por água.

## Localidades na vizinhança
O diagrama seguinte representa as localidades num raio de 16 km ao redor de Dorchester.